# Saint-Prim
Saint-Prim là một xã của tỉnh Isère, thuộc vùng Rhône-Alpes, đông nam nước Pháp.